# Spaniotoma compressa
Spaniotoma compressa är en tvåvingeart som först beskrevs av Oskar Augustus Johannsen 1932.  Spaniotoma compressa ingår i släktet Spaniotoma och familjen fjädermyggor. Inga underarter finns listade i Catalogue of Life.